# Châteauneuf-en-Thymerais
Châteauneuf-en-Thymerais je naselje in občina v srednjem francoskem departmaju Eure-et-Loir regije Center. Naselje je leta 2008 imelo 2.549 prebivalcev.

## Geografija
Kraj leži v pokrajini Île-de-France 25 km severozahodno od Chartresa.

## Uprava
Châteauneuf-en-Thymerais je sedež istoimenskega kantona, v katerega so poleg njegove vključene še občine Ardelles, Le Boullay-les-Deux-Églises, Favières, Fontaine-les-Ribouts, Maillebois, Puiseux, Saint-Ange-et-Torçay, Saint-Jean-de-Rebervilliers, Saint-Maixme-Hauterive, Saint-Sauveur-Marville, Serazereux, Thimert-Gâtelles in Tremblay-les-Villages z 9.194 prebivalci.
Kanton Châteauneuf-en-Thymerais je sestavni del okrožja Dreux.

## Pobratena mesta
- Floh-Seligenthal (Turingija, Nemčija);